# Route 21 (Manitoba)
La Route 21 (PTH 21) est une route provinciale du Manitoba. Elle relie la frontière canado-américaine à Oakburn.
En 2012, la route 21 a été élue la deuxième pire route de la province pour cette année.

## Description du tracé
La route 21 débute au sud de Deloraine à la frontière canado-américaine. Elle est le prolongement de la ND-14 au Dakota du Nord. La route se dirige vers le nord jusqu'aux environs de Deloraine, où elle forme un multiplex avec la route 3. Les routes se séparent quelques kilomètres au nord de la ville et la route 21 poursuit son trajet vers le nord. Elle atteint Hartney, et, au nord de celle-ci, rencontre la route 2 pour former un multiplex. Les routes se séparent au nord-est de Denbow et la route 21 continue vers le nord. Elle croise la route 1 à Griswold et poursuit vers le nord. Elle passe par la réserve de Sioux Valley où elle bifurque vers l'ouest. Peu après, elle reprend la direction nord en passant par Hamiota puis par Shoal Lake, où elle croise la route 16, avant d'atteindre Oakburn, où elle prend fin à la jonction avec la route 45. Son tracé se poursuit vers le nord comme route 577.

## Intersections majeures
| Division                                      | Ville                       | km     | Destinations                                                                  | Notes                                     |
| --------------------------------------------- | --------------------------- | ------ | ----------------------------------------------------------------------------- | ----------------------------------------- |
| No. 5                                         |                             | 0,00   | ND-14 sud – Bottineau                                                         | Continue au Dakota du Nord                |
| No. 5                                         | Frontière canado-américaine | 0,00   |                                                                               |                                           |
| No. 5                                         |                             | 12,00  | PR 251 ouest – Waskada                                                        | Terminus est de la PR 251                 |
| No. 5                                         | Deloraine                   | 22,00  | PTH-3 est (Boundary Commission Trail) – Killarney                             | Terminus sud du multiplex avec la PTH-3   |
| No. 5                                         |                             | 30,00  | PTH-3 ouest (Boundary Commission Trail) – Melita, Medora                      | Terminus nord du multiplex avec la PTH-3  |
| No. 5                                         |                             | 46,00  | PR 345 ouest – Lauder                                                         | Terminus est de la PR 345                 |
| No. 5                                         |                             | 51,00  | PTH-23 est – Elgin                                                            | Terminus ouest de la PTH-23               |
| No. 5                                         |                             | 60,00  | PR 541 ouest – Grande Clairière                                               | Terminus est de la PR 541                 |
| No. 6                                         |                             | 69,00  | PTH-2 ouest (Red Coat Trail) – Pipestone                                      | Terminus sud du multiplex avec la PTH-2   |
| No. 6                                         |                             | 77,00  | PTH-2 est (Red Coat Trail) – Souris                                           | Terminus nord du multiplex avec la PTH-2  |
| Limite No. 6–No. 7                            |                             | 82,00  | PR 543 ouest – Oak Lake Beach                                                 | Terminus est de la PR 543                 |
| Limite No. 6–No. 7                            | Griswold                    | 95,00  | PTH-1 – Virden, Brandon                                                       |                                           |
| Limite No. 6–No. 7                            |                             | 102,00 | PR 455 est – Alexander                                                        | Terminus ouest de la PR 455               |
| Limite No. 6–No. 7                            |                             | 103,00 | Traverse la rivière Assiniboine                                               | Traverse la rivière Assiniboine           |
| No. 6                                         | Sioux Valley                | 104,00 | PR 564 nord – Bradwardine, Rivers                                             | Terminus sud de la PR 564                 |
| No. 6                                         |                             | 113,00 | PR 463 ouest – Virden                                                         | Terminus est de la PR 463                 |
| No. 6                                         |                             | 126,00 | PR 259 – Kenton, Harding, Rivers                                              |                                           |
| No. 15                                        |                             | 142,00 | PTH-24 – Miniota, Oak River, Rapid City                                       |                                           |
| No. 15                                        | Hamiota                     | 147,00 | PR 469 (Birch Avenue)                                                         |                                           |
| No. 15                                        |                             | 154,00 | PR 355 est – Minnedosa                                                        | Terminus sud du multiplex avec la PR 355  |
| No. 15                                        |                             | 157,00 | PR 355 ouest – Decker                                                         | Terminus nord du multiplex avec la PR 355 |
| No. 15                                        | Shoal Lake                  | 174,00 | The Drive vers PTH-42 ouest                                                   |                                           |
| No. 15                                        | Shoal Lake                  | 175,00 | PTH-16 – Russell, Minnedosa                                                   |                                           |
| No. 15                                        | Oakburn                     | 189,00 | PTH-45 (Russell Subdivision Trail) – Rossburn, Elphinstone PR 577 nord – Olha | La PTH-21 nord devient la PR 577 nord     |
| - Terminus de multiplex - Transition de route |                             |        |                                                                               |                                           |